# Adelinde Cornelissen
Adelinde Cornelissen (* 8. Juli 1979 in Beilen) ist eine niederländische Dressurreiterin.
Cornelissen ist mit Parzival im Januar 2013 Zweite der Dressurweltrangliste der FEI. Zuvor waren beide Ende 2009 drei Monate in Folge (104. bis 106. Weltrangliste), von Juli 2011 bis September 2012 sowie im November und Dezember 2012 an der Spitze der Weltrangliste.

## Werdegang
Adelinde Cornelissen wurde 1979 geboren. Ihre Eltern waren beide als Lehrer tätig. Im Alter von sechs Jahren begann Cornelissen mit dem Reiten, zunächst auf Ponys. Mit Ayesha, einem Welsh-Pony, hatte sie ihre ersten Turniererfolge. Mit diesem Pony gewann sie im Jahr 1995 sowohl die niederländische „Freiluft“- als auch die Hallenmeisterschaft der Pony-Dressurreiter (Z2-Dressur). Mit den Ponys Whitsun (ein Sohn der Ayesha) und Mr. Pride gewann sie die Provinzmeisterschaft von Drenthe. Im Jahr 1997 gewann sie mit Mr. Pride beide niederländischen Dressur-Meisterschaften der Klasse Z1.
Nach Abschluss ihrer Schullaufbahn begann sie mit dem Englisch-Studium. Ein Jahr nach Beginn des Studiums hatte sie die Chance, an einem neuen Stall in Kanada eine Tätigkeit aufzunehmen. Sie beschloss, das Studium zu beenden, sobald sie in die Niederlande zurückkehren würde.
Nachdem sie in Folge weitere Pferde auf Z2-Niveau ritt, bekam sie die Möglichkeit, Parzival zu reiten. Mit diesem erzielte sie ab 2004 mehrere nationale Erfolge (2004: niederländische Reserve-Meisterin Klasse ZZ-Leicht, Februar 2005: niederländische Reserve-Meisterin Klasse ZZ-Schwer. Anfang 2006: 4. Rang in der niederländischen Meisterschaft, Leicht Tour, Februar 2007: niederländische Hallen-Meisterin in der Grand-Prix-Tour). Ebenfalls im Jahr 2007 bestritt sie mit Parzival ihre erste internationale Prüfung beim Hengst-Turnier in Zwolle (CDI 3*). Ihren ersten Start in einer internationalen Prüfung im Ausland hatte sie beim CDIO 3* Falsterbo im Juli 2007, wo sie hinter Jan Brink im Grand Prix und im Grand Prix Spécial jeweils Zweite mit Parzival wurde. 2008 wurde sie mit Parzival Zweite bei der niederländischen Hallen-Meisterschaft und Erste bei der niederländischen Meisterschaft.
Nach ihrem Studium war sie bis März 2008 als Englischlehrerin in Meppel tätig. Anschließend entschloss sie sich, sich in diesem Jahr vollständig auf den Sport einschließlich der Vorbereitung für die Olympischen Spiele zu konzentrieren, für die sie als Reservereiterin nominiert war. Im folgenden Winter plante sie, erstmals am Weltcupfinale teilzunehmen, was jedoch an einer Verletzung von Parzival scheiterte. Ihren bisher größten Erfolg erritt sie im Sommer 2009, als sie mit Parzival Europameisterin im Grand Prix Spécial und Vize-Europameisterin im Grand Prix Kür wurde. Im Winter 2009/2010 wurde sie Zweite beim Weltcupfinale.
In Drenthe wurde Cornelissen in den Jahren 2007 bis 2009 zur Sportlerin des Jahres gewählt.
Ihr Sponsor seit Januar 2010 ist der Logistikkonzern Jerich International. Dessen Leiter Herbert Jerich erwarb einen 50-prozentigen Anteil an Parzival und gab Cornelissen dadurch die Möglichkeit, diesen bis mindestens 2013 zu reiten. Im April 2010 verlor sie ihr vierjähriges Nachwuchspferd Brentano, welches von einem Auto angefahren und schwer verletzt wurde.
Bei den Weltreiterspielen 2010 in Lexington startete sie mit Parzival im Rahmen der niederländischen Mannschaft. Im Grand Prix, der Mannschaftswertungsprüfung, wurde sie während der Prüfung aufgrund eines blutigen Mauls ihres Pferdes abgeläutet und disqualifiziert. Der niederländische Trainer Sjef Janssen gab hierzu an, er vermute, dass sich Parzival beim Rückwärtsrichten auf die Zunge gebissen habe. Adelinde Cornelissen wurde damit Streichergebnis für die niederländische Mannschaft, die in der Mannschaftswertung die Goldmedaille gewann.
Das Jahr 2011 begann für Adelinde Cornelissen nach mehreren Siegen in Weltcupprüfungen mit dem Sieg im Weltcupfinale. Bei der Europameisterschaft in Rotterdam setzte sich dies fort, als sie als beste niederländische Reiterin Bronze mit der Mannschaft gewann und in der Einzelwertung beide Goldmedaillen gewann. Im Jahr 2012 gewann sie mit Parzival erneut das Weltcupfinale.
Ihre erste Olympiateilnahme hatte Adelinde Cornelissen bei den Olympischen Sommerspielen 2012. Hier erreichte sie mit Parzival die Mannschafts-Bronzemedaille und gewann in der Einzelwertung Silber. Der Chefrichter der Prüfung, Stephen Clarke aus dem Vereinigten Königreich, begründete den Sieg von Charlotte Dujardin: „Bei Adelinde Cornelissens Pferd haben wir die Leichtigkeit und die Selbsthaltung vermisst. Heute war es eine Entscheidung für die Harmonie von Charlotte und Valegro.“ Damit sei der Sieg gerechtfertigt gewesen, obwohl viele Beobachter den Ritt Cornelissens als athletischer und ausdrucksstärker betrachtet hatten.
Mit Parzival belegt sie beim Weltcupfinale 2013 den zweiten Rang. Im Sommer stellte man bei Parzival Herzrhythmusstörungen fest. Mit einer Operation konnte der Wallach jedoch im Sport gehalten werden.
Bei den Europameisterschaften 2013 gewann Cornelissen mit Parzival Mannschaftssilber und Bronze in beiden Einzelwertungen. Zwei Bronzemedaillen errangen sie bei den Weltreiterspielen 2014. Aufgrund zunehmend sinkender Wertungen von Adelinde Cornelissen und Parzival verzichtete der niederländische Nationaltrainer Wim Ernes 2015 auf eine Championatsnominierung des Paares.
Obwohl Cornelissen bereits nach der Nichtnominierung des Vorjahres öffentlich über einen Turnierabschied von Parzival nachdachte, gingen beide 2016 noch mehrfach bei Turnieren an den Start und wurden für die Olympischen Sommerspiele in Rio de Janeiro nominiert. Doch Adelinde Cornelissens zweite Olympische Spiele verliefen nicht wie gewünscht: Am Tag vor dem Grand Prix wurde Parzival von einem Insekt oder einer Spinne gestochen und bekam Fieber. Er bekam (nicht doping-/medikationsrelevante) Infusionen. Da Madeleine Witte-Vrees und Danielle Heijkoop ihre Nominierung als Ersatzreiter im Vorfeld der Olympischen Spiele abgelehnt hatten, stand der niederländischen Equipe kein Ersatzpaar zur Verfügung. Die Tierärzte hatten am Grand Prix-Tag keine Bedenken gegen einen Start von Parzival. In der Prüfung war der 19-jährige Wallach jedoch schlapp und schob mehrmals die Zunge aus dem Maul. Adelinde Cornelissen gab daher auf. Ohne Streichergebnis und mit schwächeren Leistungen der verbliebenen Reiter verpassten die Niederlande erstmals seit Jahren eine Mannschaftsmedaille.
Im Frühjahr 2016 trat Cornelissen erstmals mit ihrem neuen Grand Prix-Pferd Aqiedo auf einem nationalen Turnier an. Das im Internet veröffentlichte Video des Rittes wurde teilweise scharf kritisiert, insbesondere fehlende Durchlässigkeit und Losgelassenheit wurde bemängelt. Im Mai und Juni 2016 folgten die ersten beiden internationalen Starts von Adelinde Cornelissen und Aqiedo mit Wertungen im 71- und 72-Prozent-Bereich.
Bei den Weltmeisterschaften der Jungen Dressurpferde 2017 gewann der Totilas-Sohn Governor, geritten von Adelinde Cornelissen, die Wertung der sechsjährigen Pferde. Im Grand Prix-Sport angekommen, war der Hengst Governor Cornelissens Pferd bei ihrer ersten Championatsteilnahme seit fünf Jahren: Bei den Europameisterschaften 2021 in Hagen a.T.W. war das Paar Teil der niederländischen Mannschaft. In der Grand Prix Kür schied Cornelissen dort aus, da der Chefrichter stellte blutigen Schaum am Maul von Governor feststellte.
Der von Adelinde Cornelissen betriebene Dressurstall befindet sich in Spier.

## Erfolge
- Olympische Spiele:

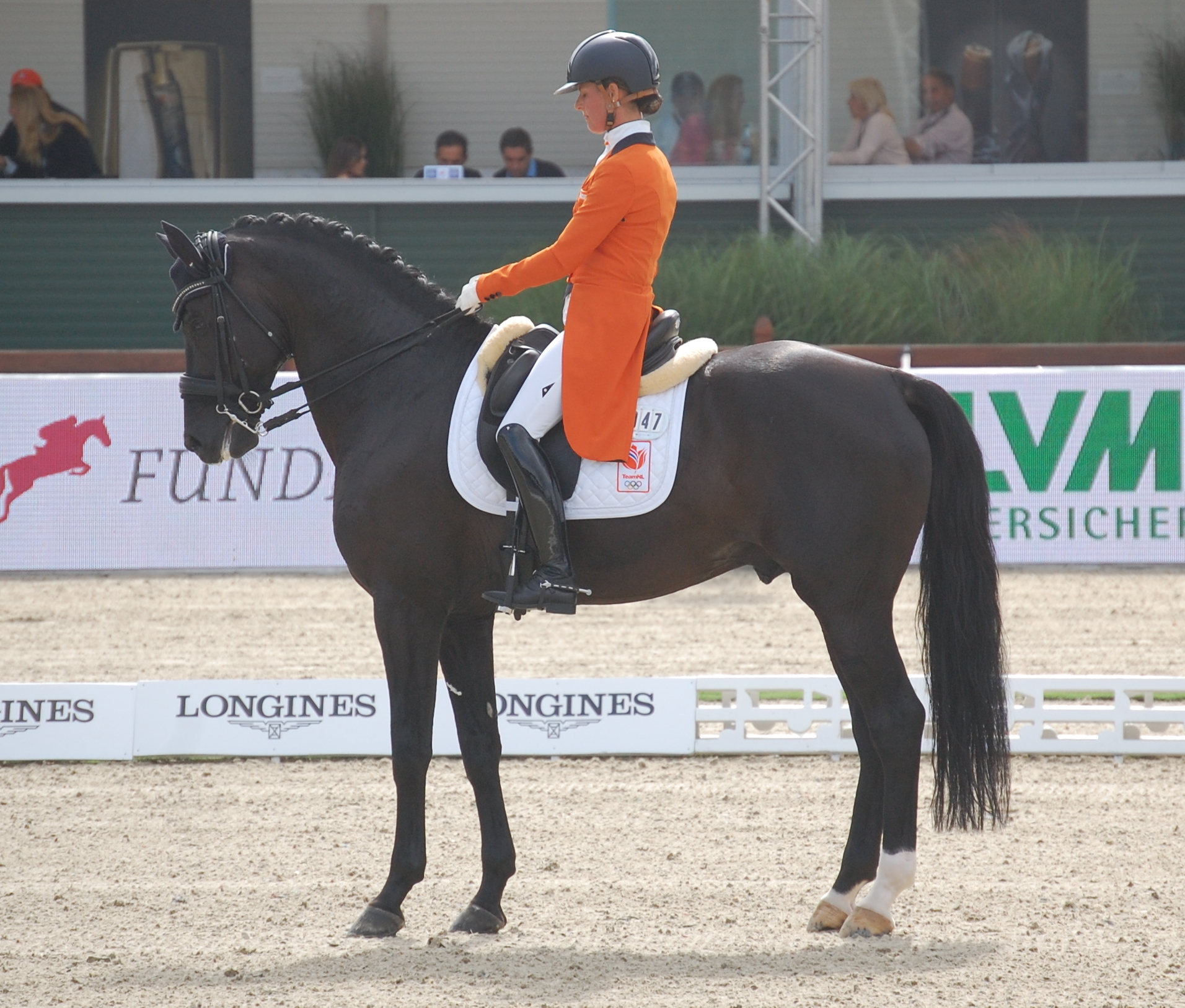
Adelinde Cornelissen und Governor bei den Europameisterschaften 2021

  - 2012, London: mit Parzival 3. Platz mit der Mannschaft und 2. Platz in der Einzelwertung
  - 2016, Rio de Janeiro: mit Parzival 4. Platz mit der Mannschaft

- Weltreiterspiele:
  - 2010, Lexington KY: mit Parzival 1. Platz mit der Mannschaft
  - 2014, Caen: mit Parzival 3. Platz mit der Mannschaft, 4. Platz in der Einzelwertung (Grand Prix Spécial) und 3. Platz in der Einzelwertung (Grand Prix Kür)

- Europameisterschaften:
  - 2009, Windsor: mit Parzival 1. Platz mit der Mannschaft, 1. Platz in der Einzelwertung (Grand Prix Spécial) und 2. Platz in der Einzelwertung (Grand Prix Kür)
  - 2011, Rotterdam: mit Parzival 3. Platz mit der Mannschaft, 1. Platz in der Einzelwertung (Grand Prix Spécial) und 1. Platz in der Einzelwertung (Grand Prix Kür)
  - 2013, Herning: mit Parzival 2. Platz mit der Mannschaft, 3. Platz in der Einzelwertung (Grand Prix Spécial) und 3. Platz in der Einzelwertung (Grand Prix Kür)
  - 2021, Hagen a.T.W.: mit Governor 5. Platz mit der Mannschaft, 18. Platz in der Einzelwertung (Grand Prix Spécial) und ausgeschieden in der Einzelwertung (Grand Prix Kür)

- Weltcupfinale:
  - 2010, ’s-Hertogenbosch: 2. Platz mit Parzival
  - 2011, Leipzig: 1. Platz mit Parzival
  - 2012, ’s-Hertogenbosch: 1. Platz mit Parzival
  - 2013, Göteborg: 2. Platz mit Parzival[18]

- Niederländische Meisterschaften (in Auswahl):
  - 2007 (Hallenmeisterschaft): 1. Platz mit Parzival
  - 2008 (Hallenmeisterschaft): 2. Platz mit Parzival
  - 2008: 1. Platz mit Parzival
  - 2016: 3. Platz mit Parzival

## Turnierpferde
- Jerich Parzival (* 29. Mai 1997; † vor oder am 3. Februar 2023[19]), KWPN-Fuchswallach, Vater: Jazz, Muttervater: Ulft[20]